# Блэкберн, Элизабет
Эли́забет Элен Блэ́кберн (англ. Elizabeth Helen Blackburn; род. 26 ноября 1948 год, Хобарт, Австралия) — американская учёная-цитогенетик, лауреат Нобелевской премии по физиологии и медицине за 2009 год, совместно с Кэрол Грейдер и Джеком Шостаком, — «за открытие механизмов защиты хромосом теломерами и фермента теломеразы», — по теории, в 1971 году предложенной Алексеем Оловниковым.
Член Лондонского королевского общества (1992), иностранный член Национальной академии наук США (1993) и член Institute of Medicine (2000), член-корреспондент Австралийской академии наук (2007).

## Биография
Родилась в семье практикующих врачей.
Получила степени бакалавра (B.Sc., 1970) и магистра (M.Sc., 1972) в Университете Мельбурна, также обучалась в кембриджском колледже Дарвина.
Докторскую степень (Ph.D.) получила в 1975 году в Кембриджском университете, а в 1975—1977 годах работала в Йельском университете.
В 1978 году поступила на работу в Калифорнийский университет в Беркли на кафедру молекулярной биологии.
В 1985 году Блэкбёрн вместе с Кэрол Грейдер открыла фермент теломеразу.
В 1990 году перешла на работу на кафедру микробиологии и иммунологии в Калифорнийский университет в Сан-Франциско, возглавляла её с 1993 по 1999 год.
В 2003 году получила американское гражданство.
В 2016 году подписала письмо с призывом к Greenpeace, Организации Объединённых Наций и правительствам всего мира прекратить борьбу с генетически модифицированными организмами (ГМО).
В 1998 году президент Американского общества клеточной биологии, а в 2010 году — American Association for Cancer Research.
Член совета Genetics Society of America (2000—2002).
Член Американской академии искусств и наук (1991), Американской академии микробиологии (1993), Американской ассоциации содействия развитию науки (2000).
Член редколлегии журнала «Cell».

## Личная жизнь
Замужем за профессором биохимии и биофизики Джоном Седатом. У них есть сын Бенджамин.

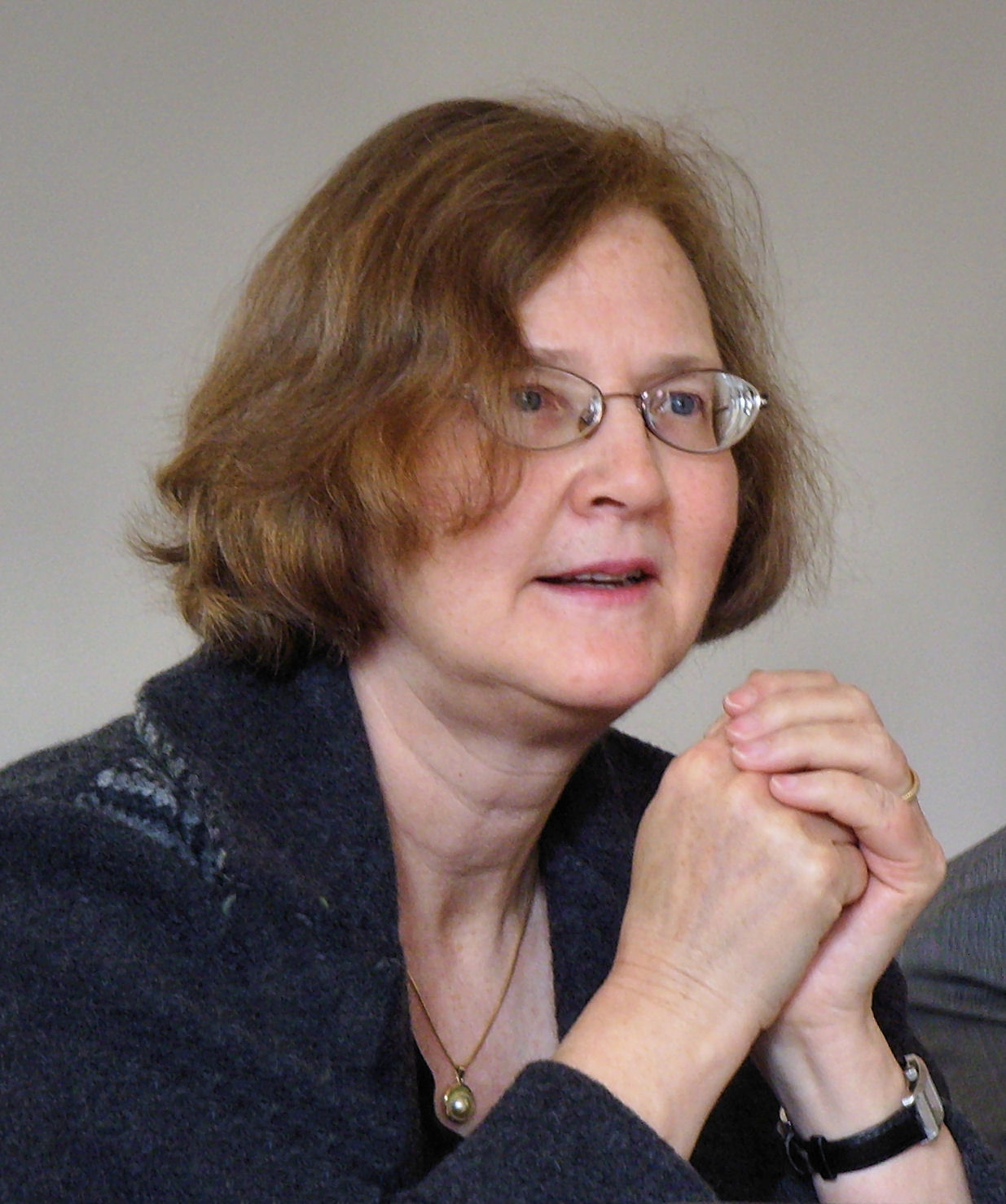
Элизабет Блэкберн в марте 2009 года

## Награды и отличия
- 1990 — Премия НАН США в области молекулярной биологии[англ.]
- 1990 — Harvey Society Lecturer at the Harvey Society[англ.] in New York
- 1991 — Почётный доктор наук Йельского университета
- UCSF Women’s Faculty Association Award
- 1998 — Премия Австралии[англ.]
- 1998 — Международная премия Гайрднера
- 1998 — Charles-Léopold Mayer Prize[англ.]
- 1999 — Премия Розенстила (совместно с Кэрол Грейдер)
- 1999 — Премия Харви
- 1999 — Премия Кэйо[англ.]
- 1999 — Учёный года в штате Калифорния, (California Scientist of the Year)
- 2000 — American Association for Cancer Research[англ.] — G.H.A. Clowes Memorial Award
- 2000 — American Cancer Society Medal of Honor
- 2000 — Премия Диксона
- 2001 — AACR-Pezcoller Foundation International Award for Cancer Research
- 2001 — General Motors Cancer Research Foundation Alfred P. Sloan, Jr. Prize[англ.]
- 2001 — Медаль Уилсона от Американского общества клеточной биологии
- 2003 — Robert J. and Claire Pasarow Foundation Medical Research Award[англ.]
- 2004 — Премия Хейнекена
- 2005 — Медаль Бенджамина Франклина
- 2005 — Kirk A. Landon-AACR Prize for Basic Cancer Research
- 2006 — Премия Альберта Ласкера за фундаментальные медицинские исследования (совместно с Кэрол Грейдер и Джеком Шостаком)
- 2006 — Премия Грубера по генетике
- 2006 — Премия Уайли
- 2006 — Премия Майенбург[англ.]
- 2007 — Премия Луизы Гросс Хорвиц (совместно с Кэрол Грейдер и Джозефом Галлом)
- 2008 — Премия Л’Ореаль — ЮНЕСКО «Для женщин в науке»
- 2008 — Премия медицинского центра Олбани
- 2008 — Pearl Meister Greengard Prize[англ.]
- 2009 — Mike Hogg Award
- 2009 — Премия Пауля Эрлиха и Людвига Дармштадтера[нем.]
- 2009 — Нобелевская премия по физиологии и медицине (совместно с Кэрол Грейдер и Джеком Шостаком)[13]
- Curtin Medal for Excellence in Medical Research Австралийского национального университета (2011)
- 2012 — Золотая медаль Американского института химиков[англ.]
- 2012 — Lila Gruber Memorial Cancer Research Award, Американская академия дерматологии[англ.]
- 2013 — Шрёдингеровская лекция (Имперский колледж Лондона)
- 2015 — Королевская медаль Лондонского королевского общества

В 2007 году названа в числе 100 наиболее влиятельных людей мира по версии журнала Time.